# Transformada de Gabor

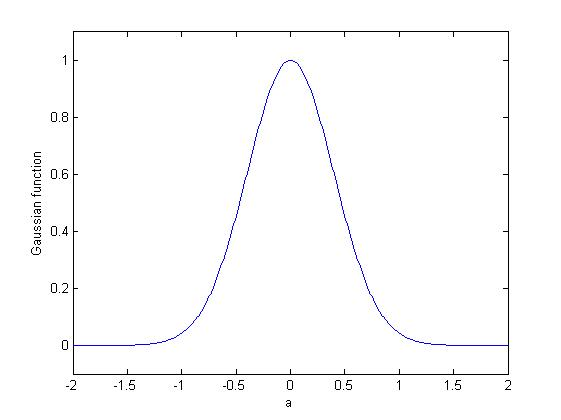
Magnitud de la funció gaussiana.

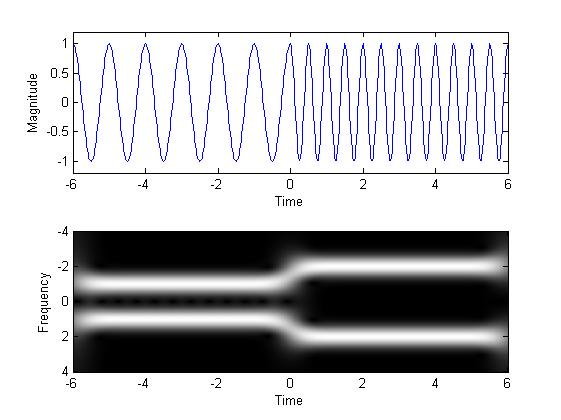
Distribució temps/freqüència, és a dir, un espectograma.

La transformada de Gabor, que porta el nom de Dennis Gabor, és un cas especial de la transformada de Fourier a curt termini. S'utilitza per determinar la freqüència sinusoïdal i el contingut de fase de les seccions locals d'un senyal a mesura que canvia amb el temps. La funció a transformar es multiplica primer per una funció gaussiana, que es pot considerar com una funció de finestra, i la funció resultant es transforma després amb una transformada de Fourier per obtenir l'anàlisi temps-freqüència. La funció de finestra significa que el senyal proper a l'hora que s'està analitzant tindrà un pes més gran. La transformada de Gabor d'un senyal x (t) es defineix per aquesta fórmula:
{\displaystyle G_{x}(\tau ,\omega )=\int _{-\infty }^{\infty }x(t)e^{-\pi (t-\tau )^{2}}e^{-j\omega t}\,dt}
La funció gaussiana té un rang infinit i no és pràctica per a la seva implementació. Tanmateix, es pot triar un nivell de significació (per exemple 0,00001) per a la distribució de la funció gaussiana
{\displaystyle {\begin{cases}e^{-{\pi }a^{2}}\geq 0.00001;&\left|a\right|\leq 1.9143\\e^{-{\pi }a^{2}}<0.00001;&\left|a\right|>1.9143\end{cases}}}
Fora d'aquests límits d'integració ({\displaystyle \left|a\right|>1.9143}) la funció gaussiana és prou petita per ser ignorada. Així, la transformada de Gabor es pot aproximar satisfactòriament com
{\displaystyle G_{x}(\tau ,\omega )=\int _{-1.9143+\tau }^{1.9143+\tau }x(t)e^{-\pi (t-\tau )^{2}}e^{-j\omega t}\,dt}
L'aplicació principal de la transformada de Gabor s'utilitza en l'anàlisi temps-freqüència. Preneu com a exemple la funció següent. El senyal d'entrada té 1 component de freqüència Hz quan t ≤ 0 i té 2 component de freqüència Hz quan t > 0
{\displaystyle x(t)={\begin{cases}\cos(2\pi t)&{\text{for }}t\leq 0,\\\cos(4\pi t)&{\text{for }}t>0.\end{cases}}}
Però si l'ample de banda total disponible és de 5 Hz, altres bandes de freqüència excepte x(t) es malgasten. Mitjançant l'anàlisi temps-freqüència mitjançant l'aplicació de la transformada de Gabor, es pot conèixer l'ample de banda disponible i aquestes bandes de freqüència es poden utilitzar per a altres aplicacions i s'estalvia l'amplada de banda. La imatge de la dreta mostra el senyal d'entrada x(t) i la sortida de la transformada de Gabor. Com era la nostra expectativa, la distribució de freqüències es pot separar en dues parts. Un és t ≤ 0 i l'altre és t > 0. La part blanca és la banda de freqüència ocupada per x (t) i la part negra no s'utilitza. Tingueu en compte que per a cada moment hi ha una component de freqüència tant negativa (part blanca superior) com positiva (part blanca inferior).